# Лундберг, Теодор
Юхан Теодор Лундберг (швед. Johan Theodor Lundberg; 21 июня 1852, Клара, Стокгольмское обер-губернаторство — 3 января 1926, Рим) — шведский скульптор, ректор Стокгольмской академии художеств (1911—1920).

## Биография
Родился в 1852 году в Стокгольме в простой семье. Учился своему ремеслу сперва у женщины-медальера Леи Альборн, а затем в Стокгольмской академии художеств (1872—1878). В 1881 году Лундберг представил публике статую Локи. В следующем году за другую статую Академия наградила его стипендией на образовательную поездку во Францию и Италию. Благодаря этому Лундберг два года (1882—1884) провёл в Париже, следующие четыре года — в Италии, а затем некоторое время прожил в Мюнхене. Вернувшись на родину в 1889 году, Лундберг в том же году стал членом и преподавателем (доцентом) Стокгольмской академии художеств. С 1908 года он был профессором, а в 1911—1920 годах — ректором Академии.
С 1893 года Лундберг был женат на поэтессе Эллен Ниблом, дочери профессора Карла Руперта Ниблома.
При жизни Лундберг был одним из самых известных и востребованных скульпторов Швеции. Он выполнял важные общественные заказы (например, конный памятник королю Карлу X Густаву для города Уддеваллы, скульптуры и рельефы для порталов Уппсальского собора), портретные бюсты по заказам частных лиц, статуи для украшения городских парков, фасадов и фонтанов. Теодор Лундберг являлся одним из друзей принца Евгения Шведского, который сам был одарённым художником, и, кроме того, покровителем искусств. Лундберг был материально успешен, имел многочисленных учеников и пользовался общественным признанием.
Скульптор скончался в 1926 году в Риме. Наследие Лундберга сохранилось хорошо, а многие его работы до сих пор украшают музеи и улицы шведской столицы.

## Галерея
- Борцы, Стокгольм
- Волна и пляж. Национальный музей Швеции, Стокгольм
- Памятник шведской национальной героине Кристине Юлленшерна. Стокгольмский дворец
- Памятник королю Карлу X Густаву, город Уддевалла
- Аллегория искусств и ремёсел.Национальный музей Швеции, Стокгольм
- Статуя скульптора Йохана Тобиаса Сергеля на фасаде Национального музея
- Памятник учёному и изобретателю Кристоферу Польхему в Висбю
- Памятник поэту Гуннару Веннербергу в Уппсале
- Аллегория «Мать-Швеция» на крыше Здания риксдага (парламента), Стокгольм
- Фонтан «Подросток с рыбой». Стокгольм, парк Юргорден
- Скульптура «Игра на пляже» на прибрежных камнях Балтийского моря перед историческим (и действующим) гранд-отелем в городе Сальтшёбаден